# تورنیشچه
تورنیشچه (به مجاری: Bántornya) شهری در اسلوونی با جمعیت ۱٬۵۰۶ نفر است که در Municipality of Turnišče واقع شده‌است.